# 中国人権促進党
中国人権促進党（ちゅうごくじんけんそくしんとう）は、1989年10月10日に結成された台湾の政党。民族至上、国家至上を主張し、早期の中国統一の実現と、帝国主義勢力による中国分裂の陰謀を阻止することを目標としている。党主席の韓蔚天は1940年代に重慶で『中国青年雑誌社』を設立し、近年は原民党主席である呉文明と協力関係を構築している。